# Soutane

Soutane und Zingulum

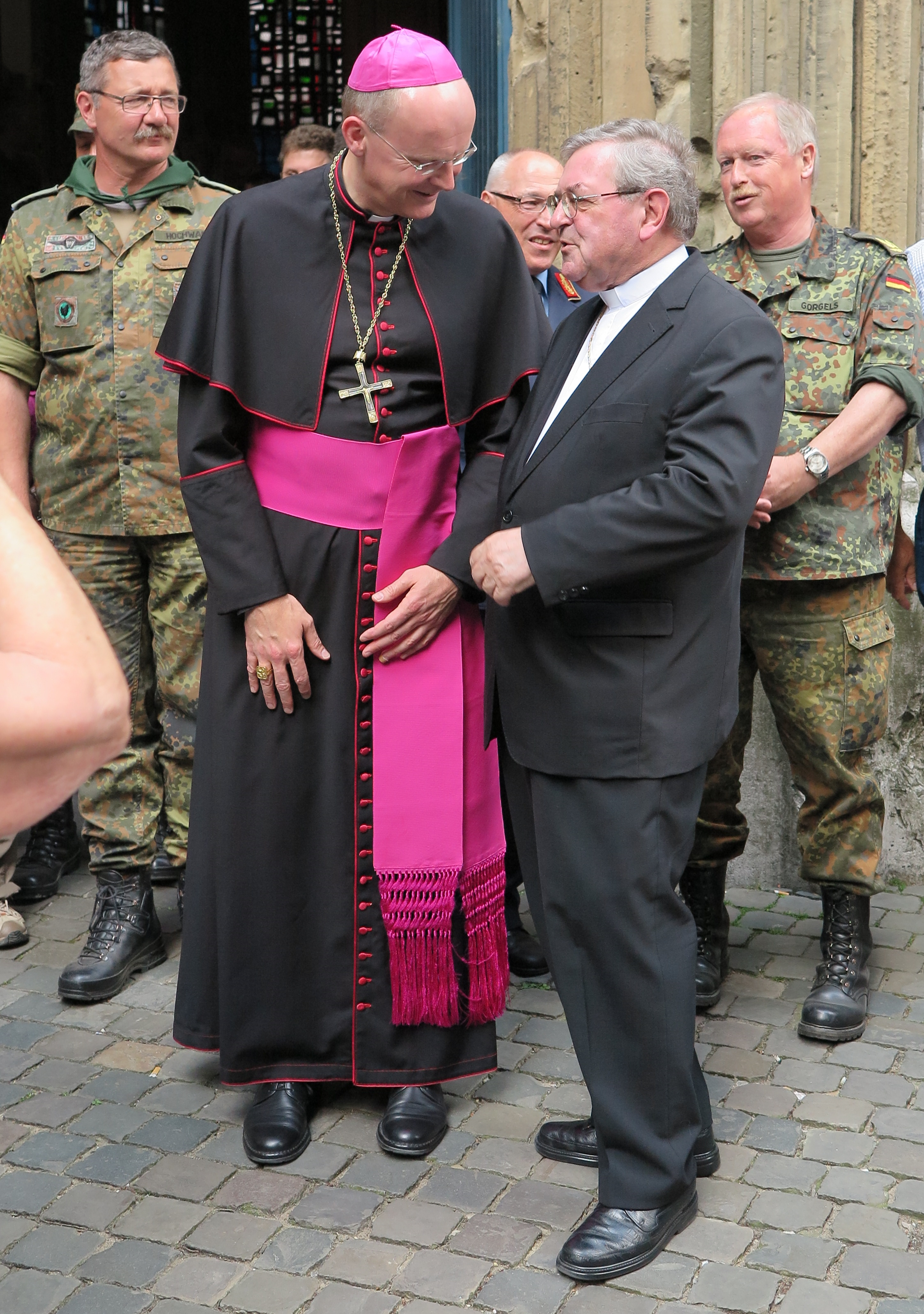
Franz-Josef Overbeck mit schwarzer Soutane und Pellegrina

Die Soutane (französisch, von italienisch sottana ‚die untere [Kleidung]‘) ist ein mit engen Ärmeln versehenes knöchellanges und tailliertes Obergewand, das von katholischen, koptischen oder anglikanischen Geistlichen getragen wird. Das nur knielange Bekleidungsstück gleicher Schnittart und Verwendung heißt Soutanelle.

## Geschichte
Die Soutane entstand im 16. Jahrhundert aus der Tunika. Der Name rührt daher, dass sie ursprünglich als Subtunica unter der Supertunica, aus der sich der Talar entwickelte, als Teil der Kleidung der Universitätsangehörigen getragen wurde. Eine Spezialisierung der Soutane als Berufskleidung von Priestern, Richtern, Anwälten und Ärzten (als Absolventen der verschiedenen Fakultäten) erfolgte im 17. Jahrhundert. Gestaltung der Kleidung sowie Umsetzung der Vorschriften lagen noch bei den einzelnen Universitäten und Diözesen.
Seit Anfang des 17. Jahrhunderts trugen die Jesuiten die Soutane und einen Radmantel als Habit. Bis in die 2. Hälfte des 17. Jahrhunderts wurden, trotz Verbot durch das Konzil von Trient, von vielen Priestern „weltliche Kleidung“ (d. h. Wams und Justaucorps) getragen, besonders im Heiligen Römischen Reich. Unter Innozenz XI. wurden Soutane und Kollar auch als Alltagskleidung vorgeschrieben, was jedoch erst im 18. Jahrhundert vollständig durchgesetzt wurde.
Bis gegen Ende des 20. Jahrhunderts war die Soutane als Alltagsbekleidung eines Priesters der römisch-katholischen Kirche vor allem in Europa üblich. Entsprechend dem Anlass und der Hierarchiestufe des Geistlichen werden unterschiedliche Farb- und teilweise auch verschiedene Formgebungen in der Kirche benutzt. So trägt beispielsweise ein Apostolischer Protonotar die Mantelletta, einen mantelartigen Überwurf in der Länge eines Chorrocks, über der Soutane. Die Seminaristen des Germanicums in Rom waren traditionell an ihrem roten Talar erkennbar.
Als Alltagsbekleidung verlor die Soutane im 20. Jahrhundert vor allem in Deutschland ihre Bedeutung. Junge Geistliche und Seminaristen tragen die Soutane wieder häufiger auch im Alltag. In anderen europäischen Staaten (beispielsweise in Polen) ist die Soutane weiterhin die übliche Kleidung katholischer Priester.

## Beschreibung

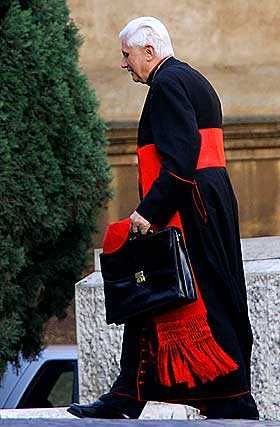
Joseph Kardinal Ratzinger im abito piano ohne Schulterkragen

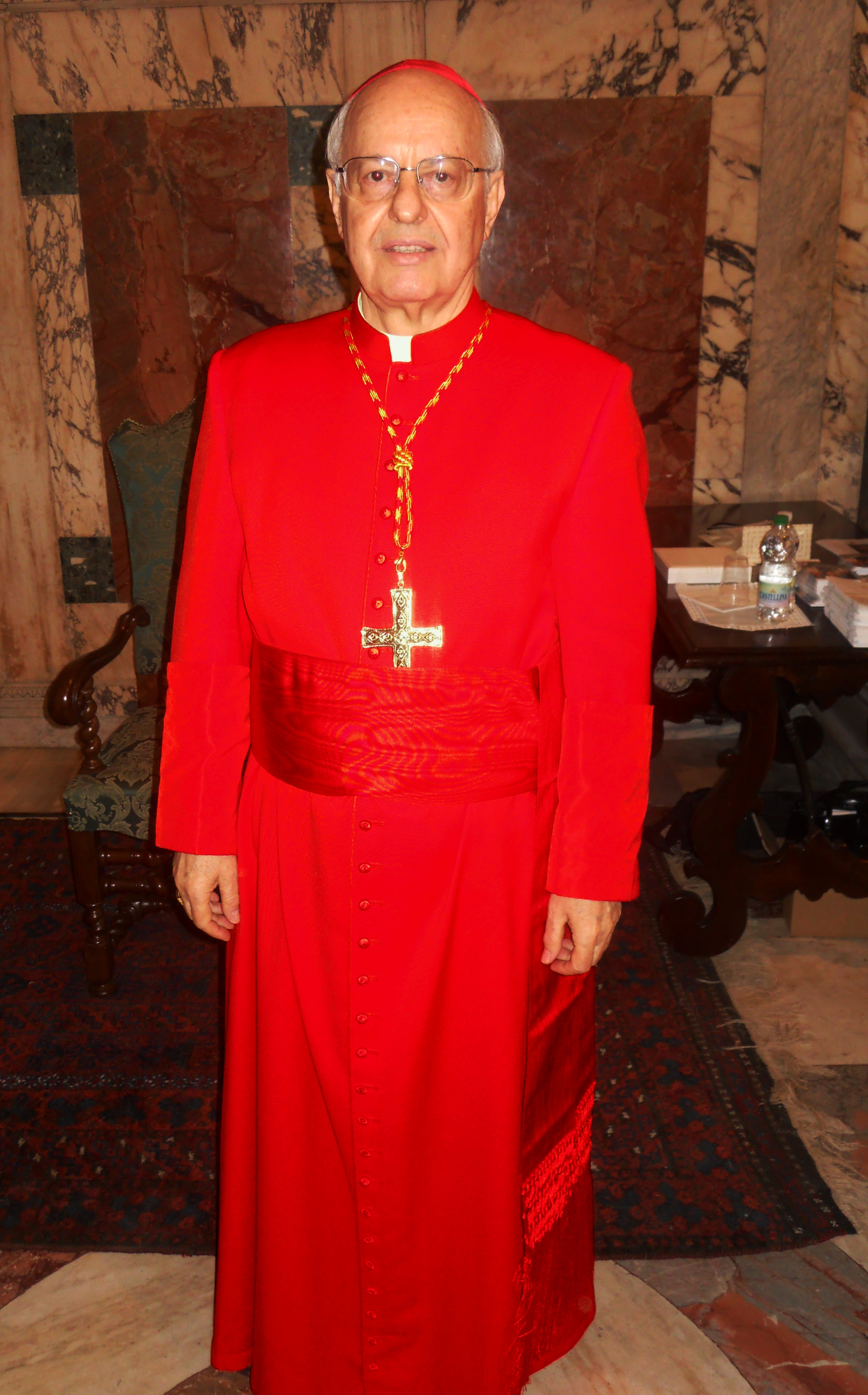
Lorenzo Kardinal Baldisseri in scharlachroter Soutane

Die Soutane ist im Gegensatz zum Talar etwa bis zur Hüfte tailliert geschnitten und wird mit 33 Knöpfen geschlossen. In den meisten Fällen ist sie aus schwarzem Stoff, in den wärmeren Ländern kommt auch weißer Stoff zum Einsatz. Zur Soutane wird je nach Rang ein schwarzes, violettes oder rotes Zingulum getragen. Fast ausnahmslos wird die Soutane vom Klerus getragen, jedoch tragen auch Nicht-Kleriker wie Priesterseminaristen, verschiedene Ordensmitglieder (bei Pallottinern, im Deutschen Orden), die nicht Priester sind, sowie Sakristane die Soutane. In mehreren Priestergemeinschaften dient die Soutane als Gemeinschafts-Habit, so bei den Petrusbrüdern und in der Gemeinschaft Sankt Martin.
Landläufig wird eine Soutane fälschlicherweise auch als Talar bezeichnet. Der Talar ist weiter geschnitten, weist nur eine Falte am Rücken auf und kann auch ärmellos sein; er wird von den liturgischen Diensten getragen.
Die Soutane gehört zum abito piano (it., ‚pianischer Anzug‘), den Papst Pius IX. 1851 in dem Dekret Firma permanente als Alltagstracht der Kleriker vorschrieb. Bei bestimmten Anlässen wird zur Soutane die Pellegrina, ein breiter Schulterkragen, getragen.
Beim Anlegen spricht der Kleriker das folgende Ankleidegebet aus Psalm Ps 16,5  gemäß der Vulgata: Dominus pars haereditatis meae et calicis mei; tu es, qui restitues haeredìtatem meam mihi („Der Herr ist der Anteil meines Erbes und meines Kelches. Du bist es, der mir mein Erbe erstatten wird.“)

## Farbgebung
In der vatikanischen Instructio Ut sive sollicite vom 31. März 1969 über Kleidung, Titel und Insignien der Kardinäle, Bischöfe und niederen Prälaten wurden folgende Farben festgelegt:
- Kaplan Seiner Heiligkeit: schwarze Soutane mit violetten Knöpfen, Knopflöchern und ebensolchen Paspeln sowie violettem Zingulum
- Ehrenprälat Seiner Heiligkeit und Apostolischer Protonotar: schwarze oder violette Soutane mit rubinroten Knöpfen und Knopflöchern sowie violettem Zingulum
- Bischöfe: schwarze oder violette Soutane mit rubinroten Knöpfen und Knopflöchern, violettem Zingulum und Pellegrina (nicht zu verwechseln mit der Mozetta, dem zur Chorkleidung gehörenden Schulterkragen); in tropischen Ländern auch weiße Soutane mit rubinroten Knöpfen und violettem Zingulum sowie Schulterkragen
- Kardinäle: schwarze oder rote Soutane mit hellroten Knöpfen und Knopflöchern sowie hellrotem Zingulum und Schulterkragen.

Papst: weiß
Kardinal: rot
Bischof: violett
Priester & Dekan: schwarz

Eine Besonderheit stellen die Soutanen der Priester im Bistum Würzburg dar, die im vorderen Innenteil der Ärmel und in der Innenseite einer über die Soutanenknöpfe gelegten Knopfleiste violetten Stoff tragen dürfen. Dieses Privileg wurde 1818 als Entschädigung dafür erteilt, dass nicht Würzburg, sondern das Bistum Bamberg, das acht Jahrhunderte zuvor aus Würzburger Diözesangebiet gebildet wurde, zum Metropolitanbistum für Nordbayern erhoben wurde.